# Cremastus inaequalis
Cremastus inaequalis är en stekelart som beskrevs av Dasch 1979. Cremastus inaequalis ingår i släktet Cremastus och familjen brokparasitsteklar. Inga underarter finns listade i Catalogue of Life.